# Euphaedra aurata
Euphaedra aurata är en fjärilsart som beskrevs av Carpenter 1895. Euphaedra aurata ingår i släktet Euphaedra och familjen praktfjärilar. Inga underarter finns listade i Catalogue of Life.